# 盖平神社
盖平神社是曾存在于满洲国盖平满铁附属地的神社。它也是建立时间最晚的满铁附属地神社。祭神为天照大神。:279
神社设立于1935年8月16日（一说10月16日）。1940年时氏子有40户。神社位于一座山丘的顶部，境内面积62坪（約204.96平方）:279:210:196